# هاري ديفيز
هاري ديفيز (بالإنجليزية: Harry Davies)‏ (1 يناير 1876 المملكة المتحدة - ) هو لاعب كرة قدم بريطاني يلعب كمدافع.